# 警民衝突
警民衝突是警察在執法時與民眾之間發生衝突的事件。因應嚴重程度及觀點與角度的不同，警民衝突有時評定為造反、暴動、起義、公民抗命等。在部份國家發生嚴重衝突時，政府可能會調派軍隊配合或取代警方以平息甚至鎮壓衝突事件。

## 化解
警民衝突是社會危機事項，通常可以危機處理化解，例如: 事前雙方溝通，避免誤會的積聚，公共關係活動。

## 相關
- 軍警衝突
- 越南船民
- 黑社會分子
- 無政府主義
- 釘子戶
- 反戰
- 1977年台灣中壢事件
- 1979年台灣鼓山事件
- 1979年台灣美麗島事件
- 1988年台灣鐵路管理局司機員罷工事件
- 1988年臺灣農民運動
- 2005年汕尾东洲警民冲突事件
- 2006年澳門勞動節遊行
- 2006年台灣百萬人民倒扁運動
- 2008年陳雲林訪台警民冲突事件
- 2007年保留皇后碼頭事件
- 2007年澳門勞動節遊行
- 香港反高鐵撥款警民衝突
- 2013年基輔警民衝突
- 伊朗國家足球隊
- 四五行動
- 法西斯主义
- 示威、罷工、遊行
- 足球流氓、球迷騷亂
- 利曼大戰
- 雨傘革命
- 2016年農曆新年旺角騷亂
- 2019年6月反對逃犯條例修訂草案遊行
- 美國廢警運動
- 2022年哈薩克抗議